# عبدالوهاب مرجان
عبدالوهاب مرجان (۱۸۸۶–۱۹۶۹) یک سیاست‌مدار اهل عراق بود که سه بار به عنوان نخست‌وزیر پادشاهی عراق انتخاب شد.